# 野田響
野田 響（のだ ひびき、1998年6月7日 - ）は、ジャパンラグビーリーグワンレッドハリケーンズ大阪に所属するラグビー選手。

## プロフィール
- 福岡県大牟田市出身[1]。
- ポジションはロック(LO)。
- 身長 187 cm、体重 110 kg
- ニックネームはのだ、ひびき。

## 略歴
2017年、荒尾高校卒業後、帝京大学に入る。
2021年4月、帝京大学卒業後、コカ・コーラレッドスパークスに加入。同年7月、宗像サニックスブルースに加入。
2022年、NTTドコモレッドハリケーンズ大阪(現・レッドハリケーンズ大阪)に加入。